# Umberto Baldini
Umberto Baldini (9. studenog 1921. – 16. kolovoza 2006.) bio je talijanski povjesničar umjetnosti, te specijalist za teoriju konzerviranja restauriranja.
Diplomirao je povijest umjetnosti kod M.Salmija, te potom počeo raditi u Soprintendenza di Firenze. Godine 1949. postaje ravnateljem Gabinetto di Restauro. Na toj je dužnosti bio i u vrijeme poplave u Firenci 1966., kada su oštećena i brojna remek djela likovne umjetnosti. Rezultat svega bilo je stvaranje takozvane Firentinske škole konzervacije restauracije. 
Godine 1970. postaje prvim ravnateljem prestižnog Opificio delle Pietre Dure. Od 1983. do 1987. bio je ravnatelj Istituto Centrale per il Restauro u Rimu.

## Vanjske poveznice
- Obituary in New York Times
- ICCROM obituary  Arhivirana inačica izvorne stranice od 6. srpnja 2009. (Wayback Machine)
- Istituto Superiore per la Conservazione ed il Restauro  Arhivirana inačica izvorne stranice od 15. lipnja 2011. (Wayback Machine) (tal.)